# Windows 7
Windows 7 (по-рано известна като Blackcomb, а след това и Vienna) е версия на Microsoft Windows, операционна система от Microsoft, за употреба на персонални компютри, включително домашни и бизнес компютри, лаптопи, таблети, медиа център компютри.
През 2017 г. компанията Microsoft обявява, че поддръжката на Windows 7 ще бъде прекратена на 14 януари 2020 г. Компанията препоръчва на ползвателите на тази ОС да преминат към ново устройство с Windows 10, тъй като „...днешните компютри са по-бързи, по-леки, но и по-мощни и по-защитени.“
Платените обновления за разширена безопасност (ESU), продавани отделно за всяко устройство, ще се предлагат до януари 2023 г..
Microsoft заявява през 2007 г., че планира разработването на Windows 7 да е в рамките на тригодишен период, считано от датата на официалното пускане на пазара на нейния предшественик, Windows Vista, но също че окончателната дата ще бъде определена от качеството на продукта.
За разлика от случая с Windows Vista, Windows 7 е предвидена като надграждане (ъпгрейд) с цел пълна съвместимост със съществуващите драйвъри за устройства, приложения и хардуер. Презентации, направени от компанията през 2008 г., фокусират вниманието над „Multitouch“ поддръжката, обновен облик с нова лента на задачите, домашна компютърна мрежа, наречена „HomeGroup“ и подобрения в производителността. Някои приложения, които дотогава са били включени в предни издания на Microsoft Windows, най-видните от които Windows Mail, Windows Calendar, Windows Movie Maker и Windows Photo Gallery, вече не са част от операционната система и се предлагат поотделно.

## Разработване
Първоначално версия на Windows с кодово название Blackcomb е планирана като наследник на Windows XP и Windows Server 2003. Големи подобрения са предвидени за Blackcomb, включително улеснено търсене на данни и напреднала файлова система, наречена WinFS, която да го прави възможно. По-късно Blackcomb е отложена и междинно, по-малко издание, с кодово название Longhorn (сега Windows Vista), е обявено за пускане на пазара през 2003 г. По средата на 2003 г. Longhorn заимства част от функциите, предвидени за Blackcomb. След като за кратък период от време, през 2003 г. три големи вируса злоупотребяват с недостатъци в Windows ОС, от Microsoft променят приоритетите си, задържайки части от основната работа над Blackomb, с цел да разработят нови сервизни пакети за Windows XP и Windows Server 2003. Разработката на Vista е също преустановена през септември 2004 г.
По-рано през 2006 г. Blackcomb е преименувана на Vienna, и още веднъж на Windows 7 през 2007 г. През 2008 г. е обявено, че Windows 7 ще бъде и официалното название на новата ОС.
В интервю за американското списание Newsweek Бил Гейтс съобщава, че новото издание на Windows ще бъде повече „потребителски ориентирано“. Той по-късно заявява, че Windows 7 ще се стреми и към подобрена производителност. Стивън Синовски (вицепрезидент в Microsoft) по-късно обяснява, че компанията е използвала разнообразни нови техники за измерване на производителността в много области на ОС, докато тя работи с цел да се издири по-лесно неефикасният програмен код и да се избегне намаляване в производителността при новата ОС.
Друг вицепрезидент от компанията съобщава, че Windows 7 няма да има този тип проблеми със съвместимостта с Vista, които тя имаше с предходните издания на Windows. Говорейки за Windows 7, на 16 октомври 2008 Стив Балмър – главен изпълнителен директор в Microsoft, потвърди съвместимостта между Vista и Windows 7. Балмър също така потвърждава връзката между Vista и Windows 7, казвайки, че 7 ще бъде подобрена версия на Vista.
Бета-версията става достъпна за желаещите с платени регистрации в Microsoft TechNet на 7 януари 2009 г. След забавяне от един ден, поради натоварване на сървърите, на 10 януари бета-версията става публично достъпна както в 32 така, и 64-битова версия, на уебсайта на Windows 7. Поради големия интерес Microsoft премахва първоначалния лимит за 2 500 000 изтегления.
Официалният дебют на Windows 7 е на 22 октомври 2009 г. Първоначално е достъпен на 13 езика, а от 31 октомври е достъпен на още 21 допълнителни, сред които и български език.

## Функционалност
Windows 7 включва набор от подобрения, като напредък в разпознаването на допир, реч и ръкопис, поддръжка на виртуални харддискове, подобрена производителност при мултиядрени процесори, подобрена производителност при стартиране и подобрения в ядрото на операционната система.
Windows 7 добавя поддръжка за използване на няколко видеокарти от различен модел и дори производител, нова версия на Windows Media Center, вече интегрирани с Windows Explorer притурки, притурка за Windows Media Center, способност визуално да се закачат и откачат елементи от старт менюто и лентата със задачи, подобрени медийни функции (като например множество вградени кодеци), интегриран XPS (формат подобен на PDF)-услуги пакет, вградена Windows PowerShell (програма за управление на системата чрез команден ред подобно на Command Prompt, но много по-напреднала) и преработен калкулатор с много възможности, включително и режими „Програмиране“ и „Статистика“, заедно с преобразуване на мерни единици.
Много нови елементи са добавени към контролния панел, включително: настройка на видимостта на текста, помощник за калибриране на монитора, сензори за местоположение и други (GPS), мениджър на правомощията, биометрични устройства, системни икони и „Action“-център. Последният представлява познатия от Windows XP и Vista „Център за защита“, но с подобрена функционалност и също така съчетава контрола над защитата на компютъра с възможности за поддръжка.
При лентата със задачи се забелязват най-големи визуални промени. Лентата с инструменти „Бързо стартиране“ е слята с бутоните на изпълняващите се задачи, за да се получи подобрена лента със задачи или нещо, което от Microsoft наричат „Suberbar“ (Супербар). Подобрената лента със задачи също добавя функцията „Изскачащи списъци“, която позволява лесен достъп до най-честите задачи. Така нареченият Супербар също позволява произволно разбъркване на всички бутони (включително и на тези от областта за уведомяване), като по този начин се улеснява организирането на работещите приложения от потребителя.
Скрийншотове разкриват и друга нова функция, наречена „Надникни“ (на английски: Peek и още Aero Peek). „Надникни“ е бърз начин да се направят всички видими прозорци прозрачни за бърз поглед към работния плот. Говорител от Microsoft казва, че „това ще бъде полезно за потребители, които искат да направят бърз поглед към новините“, като има предвид RSS-притурки на работния плот.
За разработчици Windows 7 съдържа нов мрежов API с поддръжка за изграждане web-услуги на основата на протокола SOAP, нови функции, които намаляват времето за инсталиране на софтуер, по-малко запитвания от познатия от Vista Потребителски контрол (User Account Control), опростено изработване на инсталационни пакети и подобрена поддръжка за глобални и/или многоезични приложения.
На WinHEC 2008 (Конференция на хардуерните инженери за Windows) Microsoft съобщава, че ще се поддържат нови дълбочини на цветовете (освен досегашните 16-битов и 32-битов цвят), ще се поддържа и 30-битов цвят чрез цветовия модел sRGB и 48-битов цвят чрез scRGB.

## Издания
Windows 7 е пусната на пазара в шест издания, но само две от тях – Home Premium и Professional са масово достъпни. Имената на изданията са както тези при Windows Vista, с изключение на Business-изданието което просто се казва Professional, както при Windows XP. Само Home Premium, Professional и Ultimate изданията ще се продават в магазините и ще бъдат достъпни чрез т.нар. производители на оригинална техника. Ultimate изданието ще се предлага само в определени промоционални периоди. Home Basic ще се предлага само в развиващи се страни. Enterprise изданието ще е достъпно само за компании чрез т.нар. „схемно лицензиране“. Starter изданието ще е достъпно само за подбрани производители на оригинална техника. Извършва се и промоционална разпродажба на Windows 7 Professional & Home Premium под надслов „Бъдете първи, спестете половината пари.“ Така за ъпгрейд към Home premium плащате $49, а към Professional – $ {моля добавете сумата}. Ъпгрейд за България не е възможен.
Всяко следващо издание съдържа и функциите на предходното, което опростява надграждането (ъпгрейда) от по-нисше към по-функционално издание. Всъщност известно е, че по-евтините издания също съдържат интегрирани в операционната система функции и на по-скъпите издания, но те просто са заключени, докато клиентът евентуално не реши да направи ъпгрейд. Редът от по-ограничено към по-функционално издание на Windows 7 е съответно както следва:
- Windows 7 Starter – силно ограничена функционалност. Максимум 3 активни приложения едновременно. Само 32-битова версия. Предназначен предимно за употреба в „нетбук“ пазарния сегмент.
- Windows 7 Home Basic – силно ограничена функционалност. За развиващи се държави. 32 и 64 битова версия.
- Windows 7 Home Premium – стандартно издание за класическия домашен потребител.
- Windows 7 Professional – за малкия бизнес и напреднали потребители.
- Windows 7 Ultimate – всички възможни функции. За хора, които се занимават професионално с компютри или компютърни ентусиасти.
- Windows 7 Enterprise – за среден и голям бизнес.

## Визуален стил
Windows 7 предлага на потребителя избор между няколко визуални стила на графичната си среда – Aero, Basic и Windows Classic.
Aero визуалният стил, представен в Windows Vista, придава невероятен облик на графичния интерфейс, използвайки ефекти на прозрачност, разнообразни анимации и дори разширена функционалност в някои аспекти. Изисква обаче по-съвременна графична карта, поддържаща 3D ускорение, без каквато не може да функционира.
Basic визуалния стил не поддържа функции като Flip3Dили прозрачност, но не натоварва системата до такава степен и не изисква модерна видео карта.

## Системни изисквания
Системните изисквания на Windows 7 са по-малки от тези за Windows Vista.
|                                | Препоръчителни изисквания                   | Минимални изисквания |
| ------------------------------ | ------------------------------------------- | -------------------- |
| Честота на Процесора           | 1 GHz (32-bit или 64-bit)                   | 800 MHz (32-bit)     |
| Оперативна памет               | 2 GB                                        | 1 GB                 |
| Видео карта                    | DirectX 9.0 capable                         | DirectX 9.0 capable  |
| Памет на видео картата         | 256 MB (за Windows 7 Ultimate Professional) | 128 MB               |
| Свободно място на твърдия диск | 25 GB                                       | 20 GB                |
| Други устройства               | DVD-ROM                                     | DVD-ROM              |
| Аудио                          | Звук                                        | Звук                 |